# مقاطعة ترمبيلاو (ويسكونسن)
مقاطعة ترمبيلاو (بالإنجليزية: Trempealeau County, Wisconsin)‏ هي إحدى مقاطعات ولاية ويسكونسن في الولايات المتحدة. تأسست سنة 1854، وتبلغ مساحتها 742 ميل مربع (1,920 كـم2)، بلغ عدد سكانها 28816 نسمة في عام 2010 حسب إحصاء مكتب تعداد الولايات المتحدة .

## معرض صور

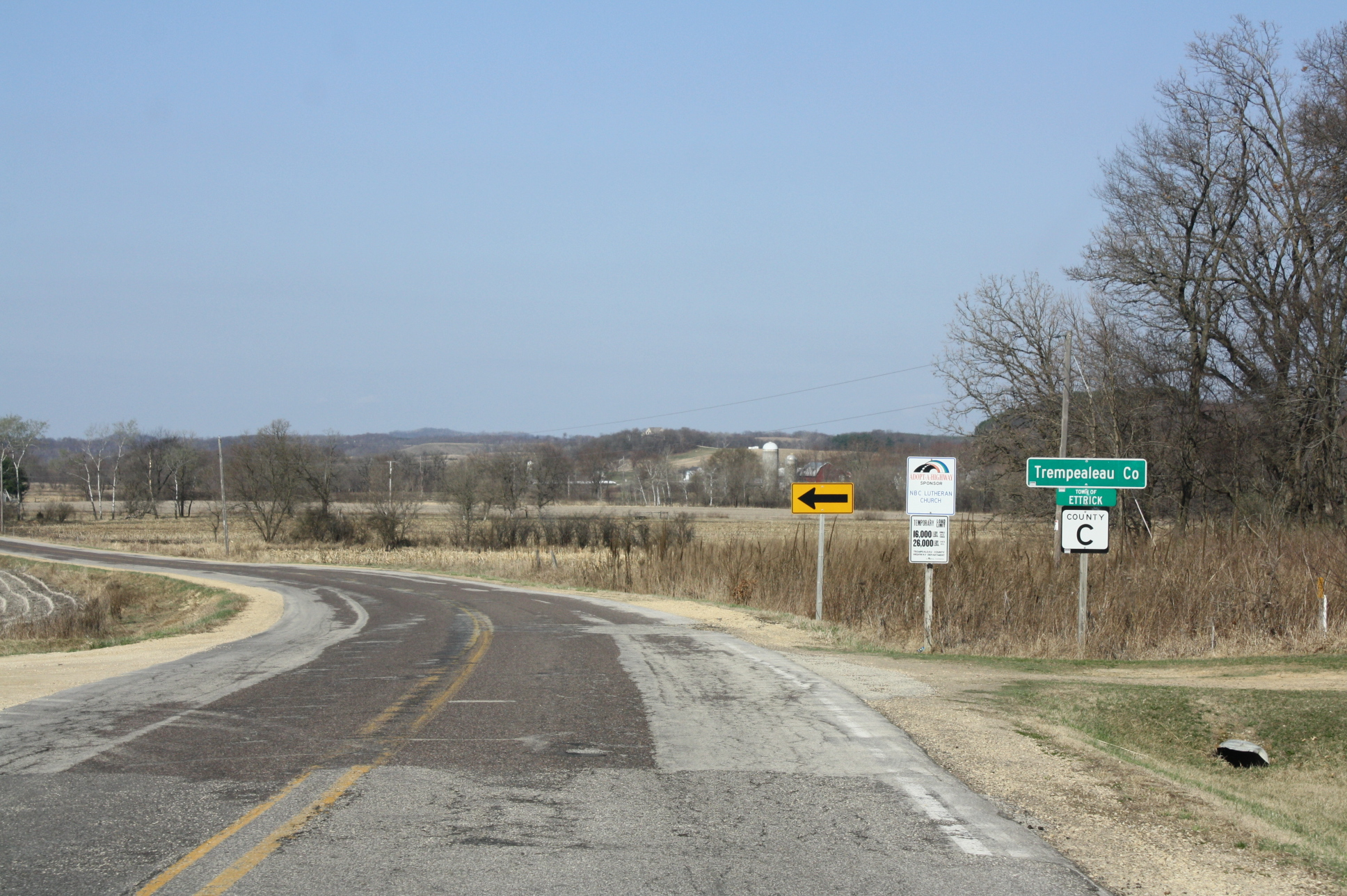
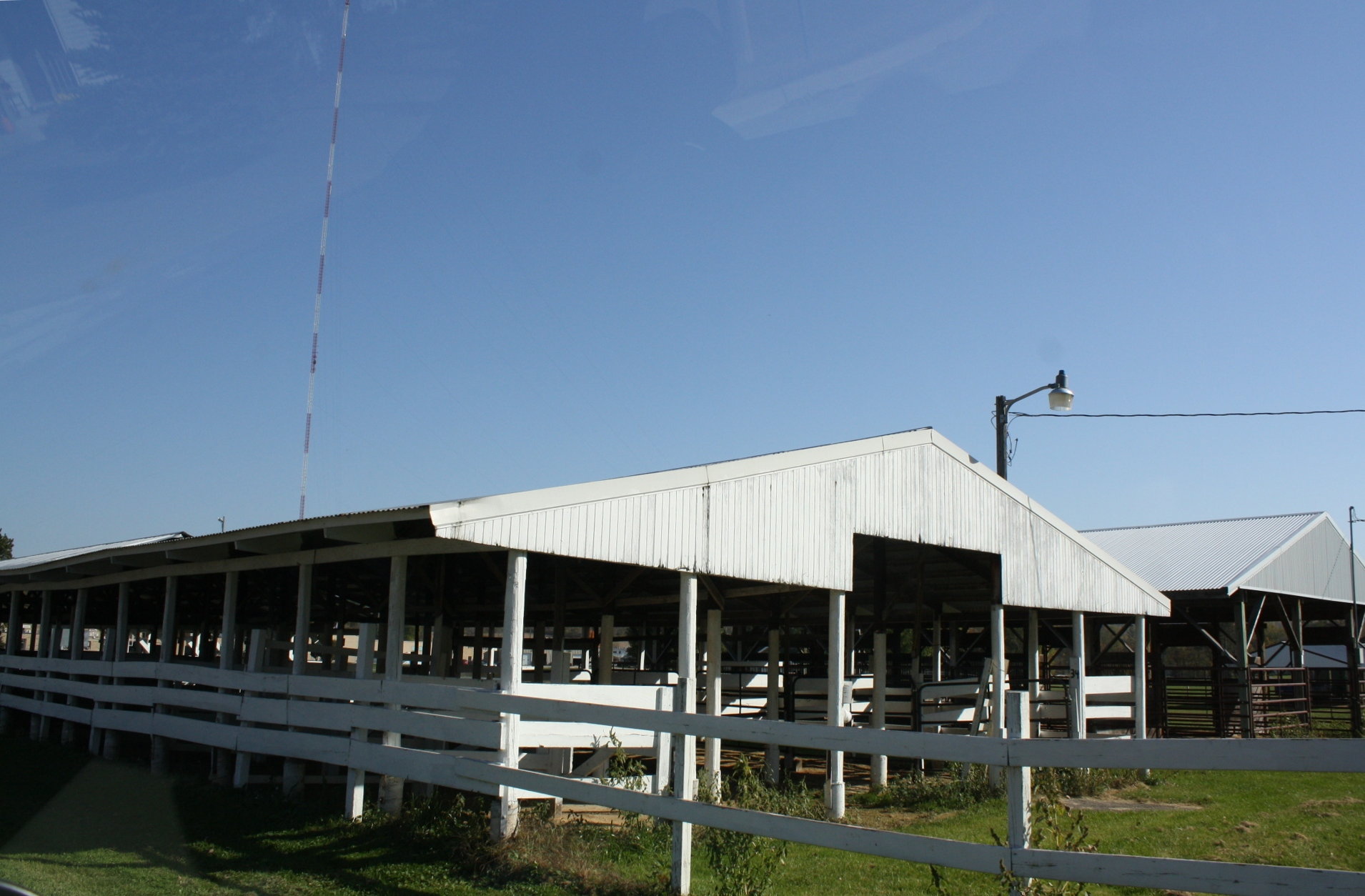
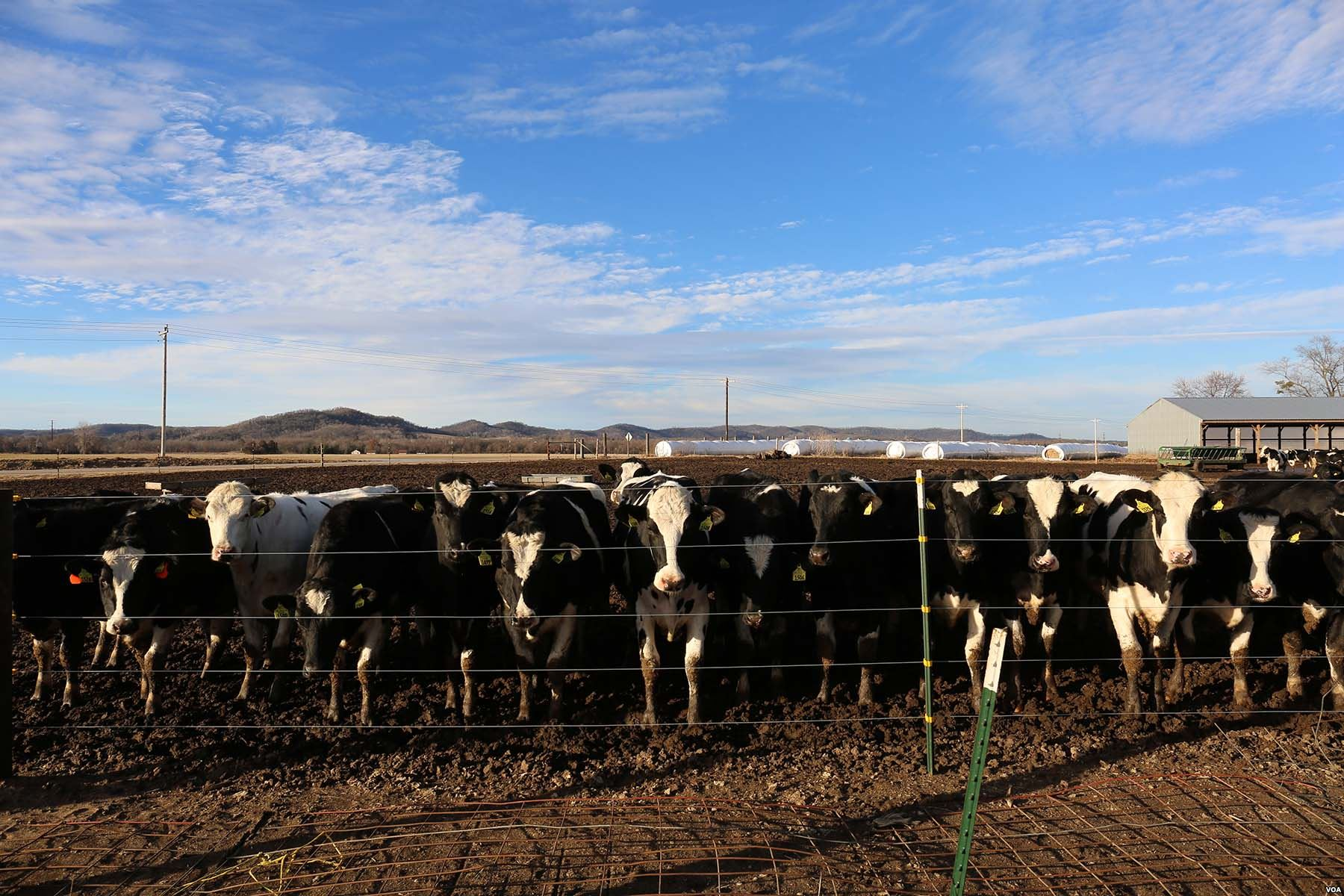

## وصلات خارجية
- الموقع الرسمي
- United States Counties